# Comitatul Strathcona, Alberta
Comitatul Strathcona, din provincia Alberta, Canada este un district municipal special, amplasare coordonate 53°31′24″N 113°18′32″W / 53.523333°N 113.308889°V. Districtul se află în Diviziunea de recensământ 11. El se întinde pe suprafața de 1,180.56  km2  și avea în anul 2011 o populație de 92,490 locuitori.
Cities Orașe
- Fort Saskatchewan

Towns Localități urbane
--
Villages Sate
--
Summer villages Sate de vacanță
--
Hamlets, cătune
- Antler Lake
- Ardrossan
- Collingwood Cove
- Half Moon Lake
- Hastings Lake
- Josephburg
- North Cooking Lake
- Sherwood Park
- South Cooking Lake

Așezări
- Adam Lily Acres
- Akenside
- Akenside Estates
- Arddmoor-Rosswood
- Ardmoor
- Artesian Estates
- Aspen Heights
- Aspen View
- Aurora Place
- Avery Park
- Ball Meadows
- Baronwood
- Beaver Brook Estates
- Beaver Valley Estates
- Beck Estates
- Belvedere Heights
- Belvedere Heights East
- Belvedere Heights West
- Berry Hill
- Best Estates
- Beverly Hills
- Birch Park
- Birchwood Village
- Brecken Wood
- Bremner
- Bretona
- Bretville Junction
- Bristol Estates
- Brookville Estates
- Busenius Estates
- Calebo Estates
- Camelot Square
- Campbelltown
- Campbelltown Heights
- Carriage Lane
- Caswellem
- Century Estates
- Century Meadows
- Chrenek Acres
- Chrenek Estates
- Claireridge Estates
- Clarkdale Meadows
- Clover Bar
- Cloverlea
- Colonel Younger Estates
- Colonial Estates
- Cooking Lake
- Country Club Estates
- Craigavon
- Cranston Place
- Croftland
- Dasmarinas Estates
- Deer Horn Estates
- Deville
- Dixon Crescent
- Dixon Place
- Donaldson Park
- Dowling Estates
- Dunbar
- East Edmonton
- East Whitecroft
- Easton Acres
- Eastwood Estates
- Elk Island
- Elkland Estates
- Executive Estates
- Farrell Estates
- Farrell Properties
- Forest Hills Country Estates
- Fulham Park
- Galloway Park Subdivision
- Garden Estates
- Garden Heights
- Glenwood Park Estates
- Good Hope
- Graham Heights
- Gray Drive Estates
- Greenbrae
- Greenhaven
- Greenhaven Estates
- Greenwood Estates
- Griesbach
- Gunnmanor
- Half Moon Estates
- Hanson Estates
- Hercules
- Heritage Hills
- High Ridge Place
- Highroad Estates
- Hillsdale
- Hillside Park
- Holland Subdivision
- Horton Place
- Hulbert Crescent
- Hunter Heights
- Hunter Hill Estates
- Hyland Hills
- Ireland Subdivision
- Ithacan Drive
- Jidaro Valley Subdivision
- Keding Estates
- Lakeland Village
- Lakeland Village Trailer Park
- Lakeview
- Lakeview Estates
- Lakewood Acres
- Las Villas
- Laurina Estates
- Levder's Ridge Subdivision
- Lina Country Estates
- Lincoln Green
- Lindale Park
- Lindberg
- Lueder Ridge
- Lynley Ridge
- Mark Iv Estates
- Marler Subdivision
- Marvin Gardens
- McConnell Estates
- Meadow Court
- Meadow Land Estates
- Meadowbrook Heights
- Meyers Lakeshore Estates
- Midway Estates
- Military Point
- Miniskic Estates
- Newton Estates
- North Queensdale Place
- Ordze Park And Wye Road Garden
- Parker Ridge
- Parklane Estates
- Parkside Estates
- Parkview Ridge
- Parkwood Place
- Partridge Hill
- Paso Valley Subdivision
- Patricia Estates
- Pebble Court
- Penridge Estates
- Pine Grove Acres
- Pleasant View
- Pleasantview Acreages
- Pointe aux Pins Estates
- Poplar Lake Estates
- Portas Gardens
- Quesnel Country Estates
- Regency Park Estates
- Reno-Ville
- Richlyn Estates
- Rolling Forest Estates
- Roman Estates
- Rose Burn Estate
- Rossbrooke Estates
- Royal Estates
- Royal Gardens
- Ryedale Estates
- Sconadale
- Sconaglen Estates
- Scot Haven
- Scotford
- Shady Lanes
- Sherwood Place
- Sierra Grand Estates
- Silver Birch Hills
- Simmons
- Simpson Grange
- Smithson Acres
- South Bailey
- South Queensdale Place
- Springhill Estate
- Spruce Bend Estate
- Sun Hill Estates
- Tangleewood Estates
- Tidan Heights
- Trans Oak Estates
- Trevithick Subdivision
- Twin Island Air Park
- Uncas
- Valley Point
- Verden Place
- Voyageur Estates
- Wellington Estates
- West Whitecroft
- Westpark Estates
- Whitecroft
- Wildwood Village
- Williams Park
- Willow Lake Estates
- Willowdale Estates
- Winfield Heights
- Woodland Downs
- Woodland Park
- Woodville Estates
- Wye Haven
- Wye Knott Village
- Wyeclif
- Wyeknot Village